# Hino da Restauração
O "Hino da Restauração", é um hino patriótico português composto em 1861, por Eugénio Ricardo Monteiro de Almeida, para a peça teatral 1640 ou a Restauração de Portugal.
De grande popularidade, chegou até aos nossos dias a ser tocado nas comemorações oficiais do 1.º de Dezembro, sobretudo, a partir de 2012, como parte final do Desfile Nacional de Bandas Filarmónicas, em Lisboa.

## História

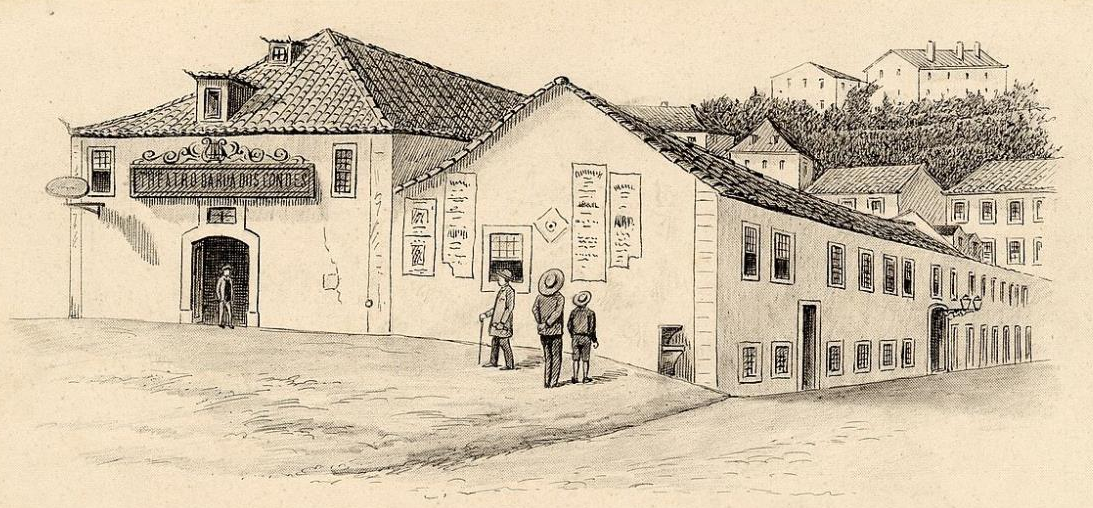
O antigo Teatro da Rua dos Condes, onde pela primeira vez se executou o Hino da Restauração

A peça de teatro 1640 ou a Restauração de Portugal, fruto da parceria dos dramaturgos Francisco Duarte de Almeida Araújo e Francisco Joaquim da Costa Braga, estreou-se no Teatro da Rua dos Condes, em Lisboa, a 29 de Outubro de 1861, dia do aniversário de D. Fernando II. A estreia foi um sucesso, na qual os autores foram chamados quatro vezes ao palco, e prolongou-se com enchentes extraordinárias nas récitas subsequentes. O estrondoso êxito de bilheteira fez com que outros teatros disputassem os direitos da sua representação, como o Teatro Baquet no Porto, e o teatro de Braga. A repentina e precoce morte de D. Pedro V em Novembro daquele ano fez com que se sugerisse a suspensão dos festejos do 1.º de Dezembro nesse ano; apesar disso, a Restauração de Portugal subiu à cena no Teatro da Rua dos Condes naquela noite, com redobrado sucesso. O semanário portuense A Independência relatou que "às palavras — Viva o Rei! — com que termina o drama, ergueram-se todos os espectadores dos camarotes e da plateia, repetindo o viva com respeitoso entusiasmo. O teatro estava cheio a transbordar."
Uma das fontes de fascínio do público teriam sido as composições musicais, catorze ao todo, compostas por Eugénio Ricardo Monteiro de Almeida, das quais se destacou a que viria a ser conhecida como o "Hino da Restauração"; peça com que a representação encerrava em apoteose, no quadro que representava a aclamação de D. João IV. Para acompanhar esta cena, antes de compor uma música nova, Monteiro de Almeida teria feito diligências para encontrar música própria da época, mas infrutiferamente. Mais tarde, viria a publicar este hino que compôs, sob o título "O Primeiro de Dezembro de 1640". A partitura foi vendida com êxito e executada por inúmeras bandas, já fora dos teatros, fazendo sucesso enquanto canção patriótica, sobretudo no contexto da onda anti-iberista do século XIX português.

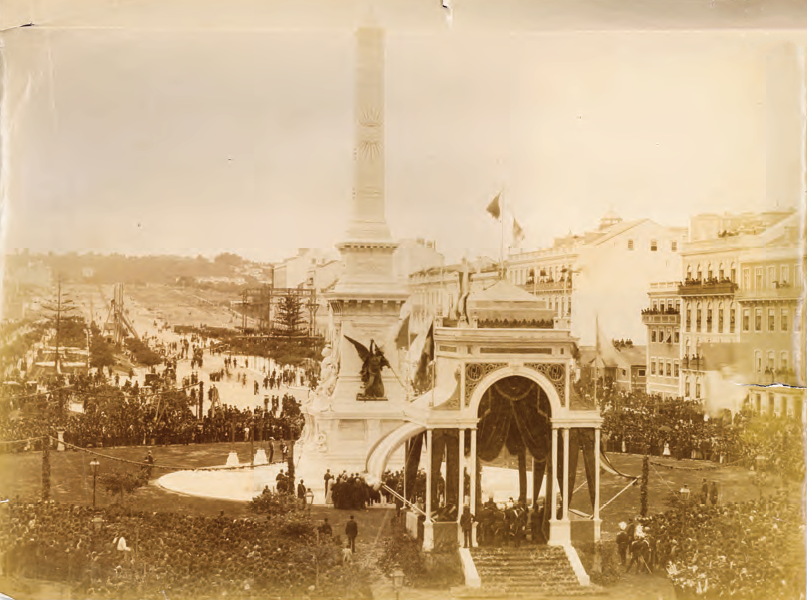
Inauguração do Monumento aos Restauradores, em 1886

A sua importância era tanta, que chegava mesmo a haver desacatos quando alguns dos espectadores não davam mostras do devido respeito quando era executado publicamente: há notícias de grande agitação no Teatro D. Luís em Coimbra, na noite do 1.º de Dezembro de 1868, quando três indivíduos permaneceram sentados e com a cabeça coberta quando se interpretou o Hino da Restauração e o auditório dava vivas à independência (após vozearia e pateada da plateia, os transgressores tiveram que retirar-se da sala); no 1.º de Dezembro de 1869, o escritor Luís Augusto Rebelo da Silva viu-se alvo de acusações de meia Lisboa, nos cafés e nos jornais, por não se ter mantido de pé durante a entoação do Hino da Restauração no Teatro de São Carlos, e viu-se obrigado a retratar-se em carta aberta no jornal Gazeta do Povo pela sua "inocente distracção".
Em 28 de Abril de 1886, o Monumento aos Restauradores em Lisboa foi inaugurado pelo rei D. Luís e pelo Príncipe D. Carlos, ao som do Hino da Restauração.

## Letra
A letra original, de 1861, é a seguinte:
| ''Lusitanos, é chegado O dia da redenção. Caem do pulso as algemas, Ressurge livre a Nação. O Deus de Afonso, em Ourique Dos livres nos deu a lei: Nossos braços a sustentem Pela Pátria, pelo Rei. Refrão: Às armas, às armas, O ferro empunhar; A Pátria nos chama, Convida a lidar. Excelsa Casa, Bragança Remiu cativa nação; Pois nos trouxe a liberdade, Devemos-lhe o coração. Bragança diz hoje ao povo: "Sempre, sempre te amarei" O povo diz a Bragança "Sempre fiel te serei". Às armas, às armas... Esta c'roa portuguesa Que por Deus te foi doada Foi por mão de valerosos De mil jóias engastada. | Este ceptro que hoje empunhas, É do mundo respeitado, Porque em ambos hemisférios Tem mil povos dominado! Às armas, às armas... Nunca pode ser sujeita Esta nação valerosa Que do Tejo até ao Ganges Tem a história tão famosa. Ama-a pois, qual o merece; Ama-a, sim, nosso bom rei Dos inimigos a defende, Escuda-a na Paz, e Lei. Às armas, às armas... Ai! Se houver quem já se atreva Contra os Lusos a tentar, O valor de um povo heróico Há-de os ímpios debelar. Viva a Pátria, a Liberdade, Viva o regime da Lei, A Família Real viva, Viva, viva o nosso Rei! Às armas, às armas..." |

A letra actual não corresponde a esta original, tendo sofrido algumas adaptações já durante a República com o objectivo de, por um lado, simplificar a linguagem e, por outro, expurgar da letra alusões régias de acentuada carga monárquica que soariam desenquadradas nas celebrações do feriado no novo regime.